# 白部鮮卑
白部，鮮卑部落之一，居於今中華人民共和國東北一帶。慕容部為其分支，後被併入拓跋部中。

## 概論
白部的記載不多，胡三省認為他們居於白山，因此得名。

## 素和部
據《元和姓纂》記載，素和氏源出白部。